# بيل كيرك
بيل كيرك (بالإنجليزية: Bill Kirk)‏ هو لاعب كرة قاعدة أمريكي، ولد في 19 يوليو 1934 في كوتسفيل في الولايات المتحدة، وتوفي في 26 أكتوبر 2009 في ليتيتس في الولايات المتحدة.